# Davit' Hambarjowmyan
Davit' Hambarjowmyan (in armeno Դավիթ Համբարձումյան?, in russo Давид Григорьевич Амбарцумян?, David Grigor'evič Ambarcumjan; Kapan, 24 giugno 1956 – Erevan, 11 gennaio 1992) è stato un tuffatore sovietico, dal 1991 armeno.

## Carriera
Ha rappresentato l'Unione Sovietica ai Giochi olimpici di Mosca 1980 la medaglia di bronzo nel concorso della piattaforma 10 metri. È morto all'età di trentacinque anni a causa di un arresto cardiaco.

## Palmarès
- Giochi olimpici

Mosca 1980: bronzo nella piattaforma 10 metri;
- Europei

Jönköping 1977: argento nella piattaforma 10 metri;
Spalato 1981: oro nella piattaforma 10 metri;
Roma 1983: oro nella piattaforma 10 metri;